# Waiwadan
Waiwadan is een bestuurslaag in het regentschap Flores Timur van de provincie Oost-Nusa Tenggara, Indonesië. Waiwadan telt 1895 inwoners (volkstelling 2010).